# فینال جام یوفا ۱۹۷۴
فینال جام یوفا ۱۹۷۴، رقابت پایانی جام یوفا در سال ۱۹۷۴ میلادی است که مابین دو تیم باشگاه فوتبال فاینورد و باشگاه فوتبال تاتنهام برگزار شده‌است.
این مسابقه که در تاریخ‌های ۲۲ مه ۱۹۷۴ و ۲۹ مه ۱۹۷۴ انجام شده‌است در مجموع با نتیجه ۴ بر ۲ به سود باشگاه فوتبال فاینورد به پایان رسید.